# チョクトー郡 (オクラホマ州)
チョクトー郡（英: Choctaw County）は、アメリカ合衆国オクラホマ州の南東部に位置する郡である。2010年国勢調査での人口は15,205人であり、2000年の15,342人から0.9％減少した。郡庁所在地はヒューゴ市（人口5,310人）であり、同郡で人口最大の都市でもある。

## 地理
アメリカ合衆国国勢調査局に拠れば、郡域全面積は801平方マイル (2,074.6 km2)であり、このうち陸地774平方マイル (2,004.7 km2)、水域は27平方マイル (69.9 km2)で水域率は3.34％である。

### 主要高規格道路
- アメリカ国道60号線
- アメリカ国道271号線
- オクラホマ州道93号線
- インディアン・ネーション・ターンパイク

### 隣接する郡
- プッシュマタハ郡 - 北
- マカーテン郡 - 東
- レッドリバー郡 (テキサス州) - 南東
- ラマー郡 (テキサス州) - 南
- ブライアン郡 - 西
- アトカ郡 - 北西

## 人口動態

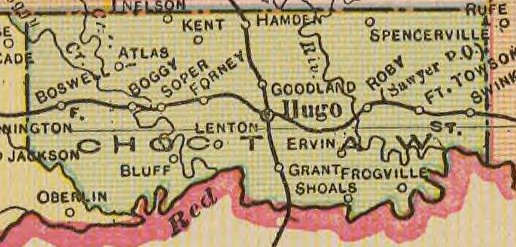
チョクトー郡図、1909年

以下は2000年の国勢調査による人口統計データである。
| 基礎データ - 人口: 15,342人 - 世帯数: 6,220 世帯 - 家族数: 4,285 家族 - 人口密度: 8人/km2（20人/mi2） - 住居数: 7,539軒 - 住居密度: 4軒/km2（10軒/mi2） 人種別人口構成 - 白人: 68.55% - アフリカン・アメリカン: 10.94% - ネイティブ・アメリカン: 14.96% - アジア人: 0.16% - 太平洋諸島系: 0.02% - その他の人種: 0.48% - 混血: 4.90% - ヒスパニック・ラテン系: 1.60% 言語による人口構成 - 英語: 97.1% - スペイン語: 1.6% - チョクトー語: 1.3% 年齢別人口構成 - 18歳未満: 26.0% - 18-24歳: 7.8% - 25-44歳: 24.7% - 45-64歳: 24.1% - 65歳以上: 17.4% - 年齢の中央値: 39歳 - 性比（女性100人あたり男性の人口） - 総人口: 90.4 - 18歳以上: 85.0 | 世帯と家族（対世帯数） - 18歳未満の子供がいる: 30.0% - 結婚・同居している夫婦: 51.3% - 未婚・離婚・死別女性が世帯主: 14.4% - 非家族世帯: 31.1% - 単身世帯: 28.3% - 65歳以上の老人1人暮らし: 14.9% - 平均構成人数 - 世帯: 2.43人 - 家族: 2.96人 収入と家計 - 収入の中央値 - 世帯: 22,743米ドル - 家族: 28,331米ドル - 性別 - 男性: 25,777米ドル - 女性: 18,805米ドル - 人口1人あたり収入: 12,296米ドル - 貧困線以下 - 対人口: 24.3% - 対家族数: 20.4% - 18歳未満: 32.5% - 65歳以上: 21.7% |

## 都市と町
| - ボスウェル - フォートタウソン - ハムデン | - ヒューゴ - 郡庁所在地 - ネルソン - リンゴールド | - ルーフ - ソーヤー - スリム | - ソーパー - スペンサービル - スウィンク |